# Be Here Now
Albums de Oasis
(What's the Story) Morning Glory?
(1995) The Masterplan
(1998)
Singles
1. D'You Know What I Mean?
Sortie : 7 juillet 1997
2. Stand by Me
Sortie : 22 septembre 1997
3. All Around the World
Sortie : 12 janvier 1998
4. Don't Go Away
Sortie : 19 février 1998 (Japon uniquement[1])

Be Here Now est le troisième album studio du groupe de rock anglais Oasis. Sorti le 21 août 1997 chez Creation Records, cet album était très attendu, à la fois par les critiques et les fans, du fait du succès des deux premiers albums du groupe, Definitely Maybe (1994) et (What's the Story) Morning Glory? (1995). La sortie de l'album fut précédée d'une grande effervescence dans la presse musicale et grand public. L'entreprise chargée du management du groupe, Ignition, était consciente des dangers d'une surexposition et contrôla fortement l'accès des médias à l'album avant sa sortie. Les passages radio étant limités, les journalistes devaient observer le silence. Cette tactique eut pour résultat d'éloigner une partie des journalistes, mais aussi des personnes de l'industrie du disque liées au groupe. La restriction de l'accès à l'album avant sa sortie officielle alimenta de nombreuses spéculations autour de celui-ci au sein de la scène musicale britannique. 
Be Here Now est devenu l'album vendu le plus rapidement au Royaume-Uni à l'époque, avec 424 000 exemplaires écoulés dès le jour de sa sortie, et plus d'un million en deux semaines. Malgré un accueil critique extrêmement positif à sa sortie, l'album est aujourd’hui considéré par la presse, le public et la plupart des membres d'Oasis comme trop complaisant. Le producteur Owen Morris a déclaré que les sessions d'enregistrement avaient été émaillées de conflits et entachées par la drogue, et que le groupe n’était là que pour l’argent. En 2008, l'album s'était vendu à huit millions d'exemplaires dans le monde.

## Genèse

### Contexte
En 1996, après les cartons de leurs deux derniers opus Definitely Maybe et (What's the Story) Morning Glory?, Oasis est selon le guitariste Noel Gallagher « le plus grand groupe de rock de la Terre […] plus populaire que Dieu, si j’ose dire ». Il en résulte une frénésie médiatique autour du groupe, dont les membres deviennent des habitués des grands médias britanniques, avec tous les risques que cela peut comporter.
À cette époque, les membres du groupe séjournent en compagnie de Johnny Depp et Kate Moss dans la villa de Mick Jagger à Moustique. C’est au cours de leur dernier séjour sur l’île que Noel écrit la plupart des chansons présentes sur Be Here Now. En panne d’inspiration, il n’avait écrit qu’un seul riff au cours des six mois suivant la sortie de Morning Glory. Il finit par s’imposer une discipline et passe ses journées isolé dans une pièce pour composer, ne sortant que pour déjeuner et dîner. « La plupart des chansons ont été écrites avant le renouvellement de notre contrat avec notre label, se souvient Noel. J’ai écrit les paroles en deux semaines, pendant mes vacances. » Le producteur du groupe, Owen Morris, rejoindra ensuite Noel avec un 8-pistes Tascam pour enregistrer des démos accompagnées d'une boîte à rythmes et d'un clavier.
En août 1996, Oasis joue deux concerts devant 250 000 personnes à Knebworth House, dans le Hertfordshire. Plus de 2 500 000 fans avaient demandé des billets. Ces concerts marquent l’apogée d’Oasis, mais la presse musicale et le groupe savent qu’ils sont au sommet de leur gloire et qu’ils ne peuvent que redescendre. À cette époque, les relations au sein du groupe sont émaillées de conflits. Le 23 août 1996, le chanteur Liam Gallagher refuse de chanter pour une représentation au Royal Festival Hall à Londres pour MTV Unplugged, prétextant un mal de gorge. Il assiste cependant au concert, provoquant Noel depuis le balcon supérieur. Quatre jours plus tard, Liam refuse de partir avec le groupe pour une tournée américaine, se plaignant de devoir acheter une maison avec sa petite amie de l’époque, Patsy Kensit. Il rejoint le groupe quelques jours plus tard à New York pour un concert important aux MTV Video Music Awards, mais il fait exprès de chanter faux en crachant de la bière et de la salive pendant la représentation.
Malgré de nombreuses querelles internes, la tournée se poursuit jusqu’à Charlotte, en Caroline du Nord, où Noel finit par perdre patience avec Liam et annonce qu'il quitte le groupe. « À vrai dire, je n’avais plus envie de continuer, se remémore-t-il. Je n'étais pas prêt à faire partie d’un groupe où tout le monde se détestait. » Noel rejoindra Oasis quelques semaines plus tard, mais l’entourage du groupe commence à s’inquiéter. À cette époque, le groupe dispose d’assez de chansons enregistrées sous forme de démos pour constituer un album, et les frères Gallagher estiment qu'ils devraient partir en studio le plus rapidement possible. Dans une interview en 2007, le manager du groupe Marcus Russell déclare : « Avec le recul, nous n’aurions pas dû aller en studio si rapidement. Il aurait été plus judicieux d’attendre quelques mois, de faire une pause. Mais à l'époque, nous pensions que c’était la bonne chose à faire. Si tu es un groupe et que tu as une douzaine de chansons que tu trouves géniales, pourquoi ne pas les enregistrer ? »
Dans une interview en 2006, Noel reconnaît que le groupe aurait dû se séparer pendant un an ou deux au lieu d'aller en studio. Cependant, Owen Morris écrira plus tard : « Nous avons tous fait l’erreur — et j’inclus le management du groupe — de ne pas enregistrer Be Here Now durant l'été 1996. L’enregistrement aurait été bien différent : heureux, probablement. » Il a décrit les démos de Moustique comme étant les derniers bons enregistrements qu’il a faits avec Noel et a déclaré que leurs relations s'étaient dégradées après le concert à Knebworth.

### Enregistrement et production

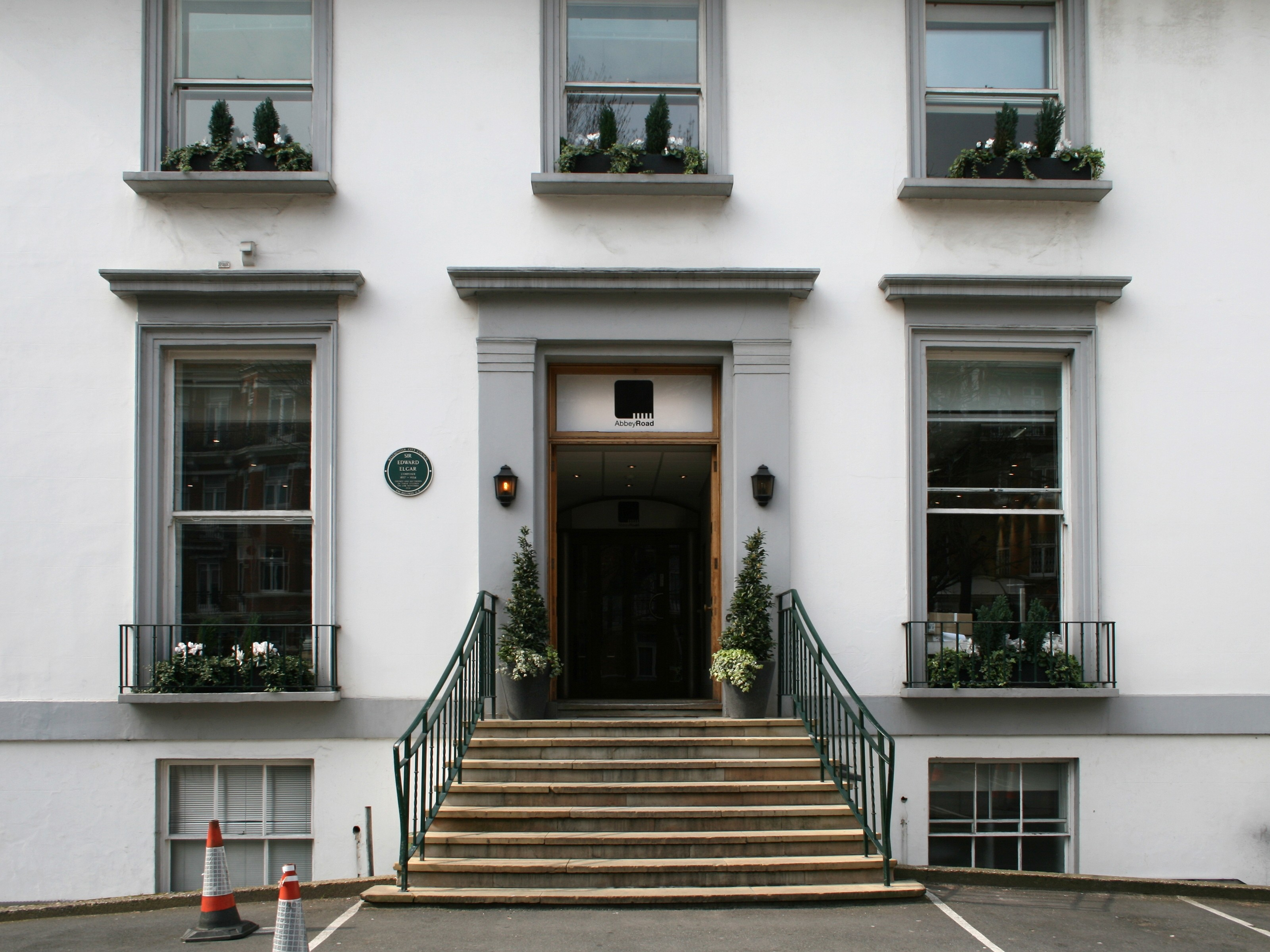
Be Here Now a été en partie enregistré aux studios Abbey Road.

L’enregistrement débute le 7 octobre 1996 aux studios Abbey Road, à Londres. Selon Morris, la première semaine est « absolument horrible », au point qu’il conseille à Noel d’abandonner l’enregistrement : « Il a haussé les épaules et m’a répondu que tout allait bien se passer. Alors on a continué. » À l'époque, Liam était sous le feu des tabloïds. Le 9 novembre 1996, il est arrêté aux Q Awards pour possession de cocaïne. Le battage médiatique qui en résulte pousse le management du groupe à déménager l’enregistrement dans un studio moins facilement accessible aux paparazzis. « On avait pas mal de contacts qui suivaient Oasis », se souvient Dominic Mohan, rédacteur en chef du Sun Showbiz. « Je ne sais pas s’ils dealaient de la drogue, mais certains d’entre eux étaient un peu louches. »  
La photographe officielle d'Oasis, Jill Furmanovsky, est elle aussi victime de l’emballement médiatique et devient la proie de journalistes de tabloïds vivant au-dessus de son appartement : « Ils croyaient que le groupe s’était planqué chez moi. » Dans une ambiance paranoïaque, les membres du groupe prennent leurs distances avec leur entourage le moins proche. Selon Johnny Hopkins, l’attaché de presse du label d’Oasis Creation Records, « certaines personnes étaient évincées de l’entourage d’Oasis, des gens qui les connaissaient avant qu’ils ne soient célèbres plutôt que parce qu’ils étaient célèbres ». Hopkins compare la situation à une cour médiévale, avec des rois, des courtisans et des bouffons. « Dans une telle situation, n'importe qui perdrait le sens des réalités », ajoute-t-il. 
Le 11 novembre 1996, Oasis s’installe dans les studios Ridge Farm, dans la campagne du Surrey. Malgré un regain d’énergie initial, les premiers enregistrements sont entachés par la consommation généralisée de drogues. « La première semaine, quelqu’un a essayé de choper 30 grammes d’herbe mais il s’est retrouvé avec 30 grammes de cocaïne, se souvient Morris. Ça résume un peu tout. » Noel n’est même pas présent pendant l’enregistrement des voix de Liam. Morris trouvait les nouvelles compositions médiocres, mais quand il donnait son avis, Noel l’interrompait : « Alors je retournais me poudrer le nez. » Au départ, Morris souhaitait simplement réutiliser les pistes des démos puis overdubber la batterie, les voix et la guitare rythmique, mais le 8-pistes qu’il avait utilisé l’avait contraint à employer la technique du ping-pong. Il était donc impossible de transférer ces pistes sans la boîte à rythmes. 
Noel voulait que l’album ait un son aussi dense et « colossal » que possible : il n’était pas rare qu’il superpose de nombreuses pistes de guitare, parfois jusqu’à dix couches de guitares identiques, afin d’obtenir plus de volume sonore. Alan McGee, le patron du label Creation, se rendit au studio pendant la phase de mixage de l’album : « Je passais au studio, et il y avait tellement de cocaïne […] Owen était incontrôlable alors que c’était lui le responsable. La musique était assourdissante. » Ce à quoi Morris a répondu : « Alan McGee était le patron du label. Pourquoi n’a-t-il pas pris de mesures à l'encontre du producteur “incontrôlable” ? C’était clairement lui, le patron du label, qui était responsable. » Morris a aussi déclaré que lui-même et le groupe avaient dû faire face à des difficultés personnelles la veille de la visite de McGee.

## Caractéristiques artistiques

### Musique et paroles
Comme sur les deux précédents albums du groupe, les chansons de Be Here Now prennent souvent des allures d’hymnes de stade. Les structures sont conventionnelles et respectent généralement le format couplet – refrain – couplet – refrain – pont – refrain caractéristique du genre. Dans une chronique pour Nude as the News, Jonathan Cohen remarque que l’album est « quasiment interchangeable avec Definitely Maybe ou sa suite à succès, (What’s the Story) Morning Glory? ». Noel avait déclaré qu’il composerait trois albums dans ce style générique. Cependant, les chansons de Be Here Now se distinguent par leur longueur : D'You Know What I Mean? s’étire sur presque huit minutes tandis qu’All Around the World, avec ses trois changements de tonalité, dépasse les neuf minutes. Avec ses nombreux overdubs de guitare, la production est plus complexe et plus riche qu’auparavant. Alors que sur Definitely Maybe, Morris avait préféré se débarrasser des overdubs superflus, celui-ci semble avoir « encouragé avec enthousiasme » leur utilisation excessive sur Be Here Now. My Big Mouth contiendrait ainsi une trentaine de pistes de guitare. Les parties de guitare sont décrites comme « rudimentaires » par Rolling Stone. Parmi les expérimentations faites en studio, on peut citer le sample ralenti issu de Straight Outta Compton de NWA présent dans D’You Know What I Mean?, ainsi que la présence d'harmonies vocales psychédéliques et d'un mellotron sur Magic Pie. Noel a « fait glisser [s]es coudes sur le clavier, et ça a fait ce son de dingue qui a fait rigoler tout le monde ». Avec sa production très riche en fréquences aiguës, l’album évoque aussi bien les groupes signés chez Creation vers la fin des années 1980 (comme My Bloody Valentine) que l’album Raw Power des Stooges, connu pour sa production brute.
En ce qui concerne les mélodies vocales, Noel confirme son attrait pour les « refrains chantés à tue-tête », mais le journaliste Paul Du Noyer estime que « contrairement aux disques précédents, certaines chansons arrivent à dépasser leur statut d’hymne pour piliers de bar ». Phil Sutcliffe écrit dans Q que les paroles de Noel sur Be Here Now se caractérisent par leur « optimisme béat, entrecoupé d’une flopée de références aux Beatles et aux années 1960, d’une chanson d’amour mal dégrossie pour Meg, et d’autres témoignages de son incapacité à exprimer ses émotions avec la moindre profondeur ».
Les paroles sont par ailleurs qualifiées d’inégales, « insipides » ou « avisées » selon les morceaux, mais Du Noyer remarque que Noel se décrit lui-même dans ses paroles comme un « philosophe amateur […], souvent romantique au point d’en être mièvre ». Du Noyer reconnaît aussi que malgré leur romantisme exacerbé, les morceaux Don’t Go Away et The Girl in the Dirty Shirt « témoignent d’une compassion et d’une sensibilité dont ne saurait faire preuve le premier nigaud venu ». Il ajoute que « malgré une tendance à se perdre dans des considérations métaphysiques, Noel écrit des paroles simples et efficaces de par leur sincérité, poétiques sans en faire trop ». Pour le journaliste Paul Lester, des titres de chansons comme Stand by Me ou Don’t Go Away peuvent être interprétés comme une série de suppliques de la part de Noel, adressées aussi bien à ses proches qu’à son public. 
Les parties vocales de Liam sont très appréciées par Du Noyer, pour qui son chant « punk et geignard est immédiatement reconnaissable ». Selon Lester, malgré son statut de « porte-parole » de Noel, Liam est « la voix de tous les jeunes hommes issus de la classe ouvrière, aspirant au succès et à une vie meilleure ».

### Pochette de l'album

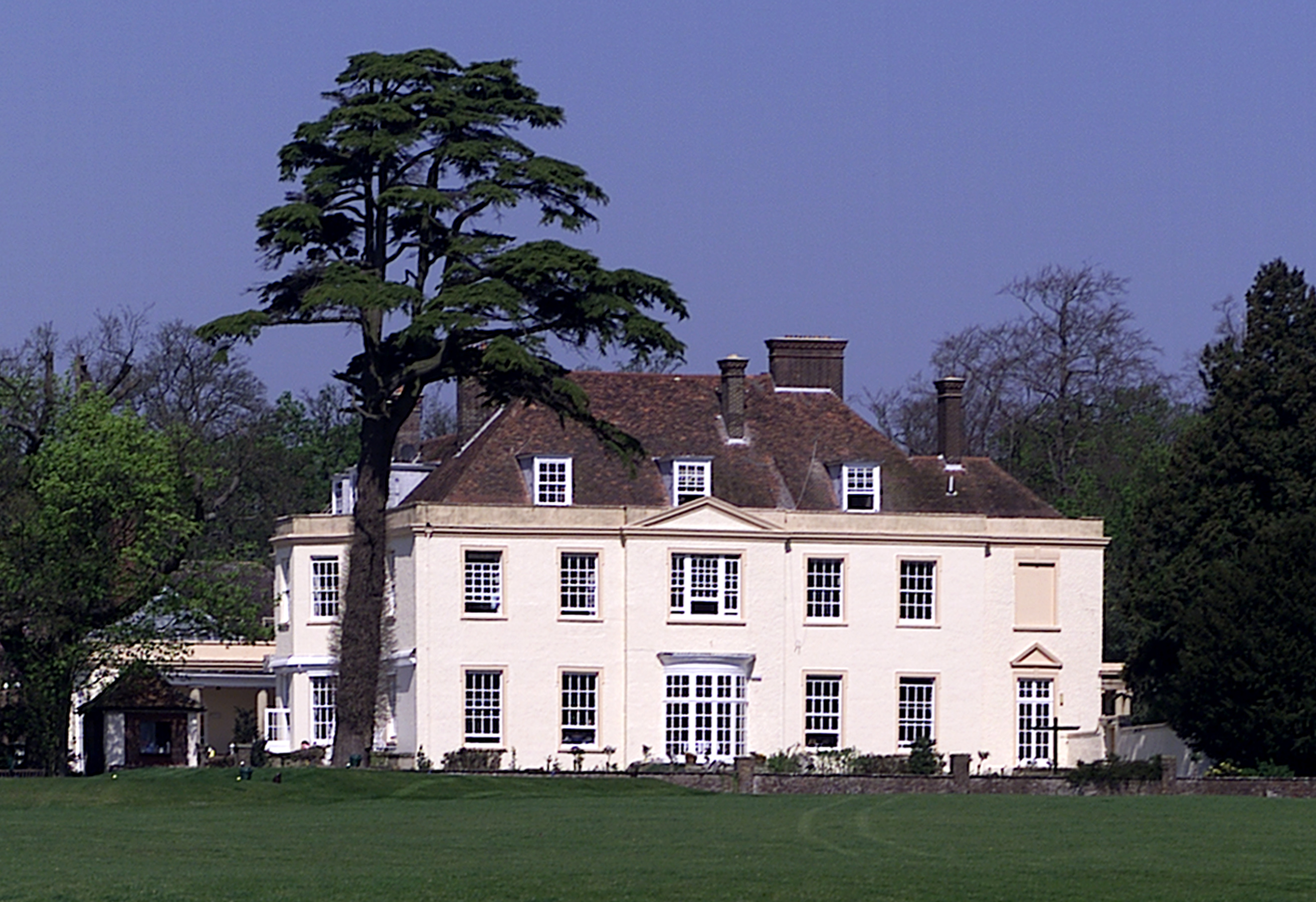
La photo de la pochette de l'album a été prise au manoir Stocks House, construit au XVIIIe siècle.

La photo qui illustre l’album a été prise en avril 1997 à Stocks House dans le Hertfordshire, à l’ancienne résidence de Victor Lownes, le responsable des Playboy Clubs au Royaume-Uni jusqu'en 1981. Dans celle-ci, les membres du groupe posent devant l’hôtel, entourés de divers accessoires. Au centre de la photo, une Rolls-Royce flotte dans la piscine. Le photographe Michael Spencer Johns a déclaré qu’il était initialement question de photographier chaque membre du groupe dans différents endroits à travers le monde mais que face aux coûts prohibitifs, la séance photo a dû être transférée à Stocks House. Spencer se souvient que le shooting a « sombré dans le chaos ». Il ajoute : « À vingt heures, tout le monde était au bar, le plateau avait été envahi par des écoliers, et l’équipe technique n’arrivait pas à faire marcher le générateur. On aurait dit un mélange entre Alice au pays des merveilles et Apocalypse Now. » En réponse aux suppositions des critiques quant à la signification des objets présents sur la pochette, Johns a répondu que Gallagher avait simplement choisi ce qui lui plaisait dans la boutique d'accessoires de la BBC. Parmi ces objets, on peut citer le globe gonflable faisant référence à la pochette de Definitely Maybe, ainsi que la Rolls-Royce, une idée d’Arthurs. La date sur le calendrier indiquait la date de sortie de l’album et variait selon les pays. Selon le journaliste John Harris, cela avait pour but d’encourager les fans à acheter l’album le jour de la sortie en leur donnant l’impression de participer à un événement historique.

## Parution et réception

### Promotion
Après leur première écoute de Be Here Now chez Noel Gallagher, Alan McGee, l’attaché de presse de Creation Johnny Hopkins et la responsable marketing Emma Greengrass avaient tous des doutes quant à la valeur artistique de l’album, mais ils décidèrent de les garder pour eux. Un employé de Creation se souvient de « beaucoup de hochements de tête et de tapes dans le dos ».  McGee a depuis reconnu qu’il avait initialement beaucoup de réserves par rapport à l’album : « Je l’ai écouté en studio et je me souviens avoir dit : « On ne va en vendre que sept millions d’exemplaires. » […] Je trouvais que l’album sonnait trop agressif. »  Il déclara pourtant quelques jours plus tard dans la presse que l’album se vendrait à vingt millions d’exemplaires. Inquiétés par les déclarations grandiloquentes de McGee, Oasis et leur agence de management Ignition décidèrent conjointement de l’empêcher de prendre part à la campagne de promotion de l’album. Afin d’éviter les fuites et la surmédiatisation, Ignition décida de ne pas diffuser de musique ou d’informations au-delà du cercle restreint des personnes impliquées dans la sortie de l’album, l’objectif étant de présenter le disque comme un « recueil ordinaire de chansons ». À cet égard, le modeste budget marketing consacré à l’album fut mis au service d’une campagne de promotion discrète : les affiches dans la rue et les encarts dans la presse furent préférés aux panneaux d’affichage et aux publicités télévisées. « On voulait que la sortie de l’album reste discrète. On ne voulait surtout pas perdre le contrôle de la bête », observa Greengrass. 
Cependant, la mainmise d’Ignition se retourna contre eux : en plus de générer une hype inattendue, cette tentative de contrôler l’accès à l’album fut mal perçue et éloigna les membres de la presse et des médias, ainsi que la plupart de l’équipe de Creation. Quand D’You Know What I Mean? fut choisi comme premier single, Ignition décida de retarder le plus possible les diffusions radio afin d’éviter une médiatisation trop précoce. Néanmoins, trois stations de radio brisèrent l’embargo, ce qui fit paniquer Ignition. « Cela faisait six mois qu’on avait ces foutues réunions secrètes, et ils ont fait foirer tout notre plan. Putain, quel cauchemar ! » se souvient Greengrass. Dix jours avant la sortie de l’album, BBC Radio 1 reçut un CD contenant trois chansons à diffuser sous condition que l’animateur Steve Lamacq parle par-dessus les morceaux, afin d’empêcher les auditeurs de les copier illégalement. Le lendemain de la diffusion, Lamacq reçut un coup de téléphone de la part d’Ignition l’informant qu’il n’aurait pas le droit de diffuser d’autres chansons parce qu’il n’avait pas assez parlé par-dessus les morceaux : « La nuit suivante, j’ai dû déclarer à l’antenne que nous n’aurions pas le droit de passer d’autres morceaux. C’était complètement absurde. » Selon John Andrews, le directeur marketing de Creation, tout le monde dans le label détestait Oasis à cause de cette campagne de promotion : « Leur équipe nous disait : « Désolé, vous n’avez pas le droit de venir au bureau entre telle heure et telle heure. Vous n’avez pas le droit de mentionner le mot Oasis. » On se croyait dans une dictature. » Un employé se souvient d’un incident où « quelqu’un est venu vérifier nos téléphones parce qu’ils pensaient que The Sun nous avait mis sur écoute. » 
Peu de temps avant la sortie, Hopkins commença à distribuer des cassettes de l’album à la presse musicale. selon le journaliste de Select Mark Perry, Hopkins demanda à chaque journaliste de signer un contrat contenant une clause stipulant que le ou la destinataire de la cassette ne devait parler de l’album à personne, même pas à sa compagne ou son compagnon. « En gros, on n’avait pas le droit de parler du disque avec notre copine au lit. » Selon un article dans le Mail on Sunday, le manager du groupe Marcus Russell avait « l’esprit vif comme l’éclair et un sens de l’organisation digne de Winston Churchill. » Dans une interview en 1999, Greengrass reconnaît : « Avec le recul, je me rends compte qu’on a fait beaucoup de choses ridicules. Maintenant, quand on a des réunions [pour Oasis], on se dit : « C’est sur Internet, ça se vend à la sauvette au Camden Market… Peu importe. » Je pense qu’on a appris la leçon. » Mark Perry ajoute : « Il me semble assez clair, surtout après avoir écouté l’album, qu’ils avaient tous été pris d’une folie des grandeurs cocaïnée qui confinait à l’absurde. Je me souviens de moi en train de rire à l’écoute d’All Around the World tellement c’était ridicule… et pas déplaisant, d’ailleurs. Je me disais clairement qu’ils s’étaient fait des montagnes de coke pendant l’enregistrement. »

### Succès critique et commercial
Be Here Now sort le jeudi 21 août 1997 au Royaume-Uni. La date de sortie avait été avancée de peur que des exemplaires importés de l’album, destinés au marché américain, ne soient disponibles en Grande-Bretagne avant la date de sortie officielle. Afin de ne pas attirer les caméras avec une ouverture exceptionnelle des magasins à minuit, Ignition avait fait signer des contrats aux détaillants stipulant qu’ils ne devaient pas vendre le disque avant huit heures. Malgré tout, les caméras étaient là à l’heure prévue, arrivées juste à temps pour filmer les premières ventes initialement timides. Ce n'est qu'à la mi-journée que les ventes décollent : plus de 424 000 exemplaires de Be Here Now sont ainsi écoulés le jour de sa sortie. En fin de journée le samedi suivant, les ventes s’élèvent à 663 389 exemplaires, ce qui en fait à l’époque le meilleur démarrage de l'histoire du Royaume-Uni pour un album musical. Aux États-Unis, Be Here Now débute en deuxième place des charts, n’arrivant pas à détrôner l’album No Way Out de Puff Daddy. Les 152 000 ventes de la première semaine, loin des 400 000 prévues, sont toutefois considérées comme décevantes. 
À sa sortie, les critiques de Be Here Now sont unanimement positives. Selon Harris, il faut remonter à Sgt. Pepper’s Lonely Hearts Club Band pour retrouver un tel enthousiasme de la part de la presse. Q décrit l'album comme étant « l’incarnation musicale de la cocaïne », et la plupart des premières chroniques saluent l’album pour sa longueur, son ampleur et son ambition. Les critiques de l’album précédent d’Oasis, (What’s the Story) Morning Glory?, avaient été plutôt négatives à sa sortie, et la presse musicale britannique fut prise de court par le succès de l’album, « un disque énorme qui a défini toute une époque », selon les mots du journaliste de Select Alexis Petridis. Ce dernier pense que les premières critiques élogieuses de Be Here Now étaient une concession faite à l'opinion publique, comme un aveu d’échec de la part de la presse.

### Postérité
À la fin de l’année 1997, Be Here Now s’était vendu à huit millions d’exemplaires à travers le monde, la plupart des ventes ayant eu lieu au cours des deux premières semaines de sortie du disque. Une fois l’album diffusé sur les stations de radio britanniques, les ventes commencèrent à diminuer. Pour les fans, le disque n’était pas à la hauteur de Morning Glory : en 1999, selon un article de Melody Maker, Be Here Now était l’album le plus revendu dans les boutiques d’occasion. Dans le documentaire de John Dower Live Forever: The Rise and Fall of Brit Pop sorti en 2003, le journaliste Jon Savage estime que Be Here Now marque la fin du mouvement britpop. Selon lui, bien que l’album ne soit pas « aussi désastreux que tout le monde le dit », ce disque était supposé être « le chef-d’œuvre du genre ». Dans un article publié dans Q, Keith Cameron abonde dans le même sens : « Parce qu’il n’était absolument pas à la hauteur des attentes, Be Here Now a tué la britpop et laissé la place à de nouvelles tendances, une ère où la musique était plus ambitieuse et moins ampoulée. » Le journaliste du Irish Times Brian Boyd écrit : « Aussi démesuré et cramé que le groupe l’était à l’époque, l’album fait preuve de cette arrogance insupportable si caractéristique des cocaïnomanes. » Le journaliste Garry Mulholland conclut que même si l’album n’aurait jamais pu combler les attentes fébriles qui le précédaient, cela n’enlève rien au fait que « ce troisième opus d’Oasis n’est rien d’autre qu’un gros bruit dénué de sens ». 
Les frères Gallagher ont des opinions divergentes sur l’album. En juillet 1997, Noel estime que la production est « fade » et que certains morceaux sont « de la grosse merde ». Il déclarera plus tard : « Ce n’est pas parce que vous vendez beaucoup de disques que vous êtes forcément bon. Regardez Phil Collins. » Dans Live Forever: The Rise and Fall of Brit Pop, il renie l’album et attribue ses défauts à la consommation de drogues et à l’indifférence du groupe pendant l’enregistrement. Dans le même documentaire, Liam défend le disque : « À l’époque on le trouvait génial, et je le trouve toujours aussi génial aujourd’hui. Ce n’était pas Morning Glory, c’est tout. » Dans une interview en 2006, il ajoute : « S’il [Noel] ne l’aime pas vraiment, il n’aurait pas dû sortir ce putain d’album en premier lieu […] Je ne sais pas ce qui lui prend. C’est un super album, mec, et moi j’en suis fier. Il est juste un peu long. » Noel a constaté que de nombreux fans d'Oasis, ainsi que des musiciens renommés comme Marilyn Manson, tiennent toujours cet album en haute estime.

## Fiche technique

### Liste des chansons
Toutes les chansons sont écrites et composées par Noel Gallagher.
| 1.  | D'You Know What I Mean?        | 7:42 |
| 2.  | My Big Mouth                   | 5:02 |
| 3.  | Magic Pie                      | 7:19 |
| 4.  | Stand by Me                    | 5:55 |
| 5.  | I Hope, I Think, I Know        | 4:23 |
| 6.  | The Girl in the Dirty Shirt    | 5:49 |
| 7.  | Fade In-Out                    | 6:52 |
| 8.  | Don't Go Away                  | 4:48 |
| 9.  | Be Here Now                    | 5:13 |
| 10. | All Around the World           | 9:20 |
| 11. | It's Gettin' Better (Man!!)    | 7:00 |
| 12. | All Around the World (Reprise) | 2:10 |

### Réédition de 2016
Dans le cadre d'une campagne promotionnelle intitulée Chasing the Sun, l'album est réédité le 14 octobre 2016. La version deluxe 3 CD inclut une version remasterisée de l'album, les sept faces B issues des trois singles britanniques, des démos — y compris les sessions à Moustique —, des enregistrements live et une version remixée de D'You Know What I Mean?
| 1.  | Stay Young                                         | 5:08 |
| 2.  | The Fame                                           | 4:36 |
| 3.  | Flashbax                                           | 5:09 |
| 4.  | (I Got) The Fever                                  | 5:15 |
| 5.  | My Sister Lover                                    | 5:59 |
| 6.  | Going Nowhere                                      | 4:42 |
| 7.  | Stand by Me (Live at Bonehead's Outtake)           | 6:03 |
| 8.  | Untitled (Demo)                                    | 4:38 |
| 9.  | Help! (Live in L.A.)                               | 3:45 |
| 10. | Setting Sun (Live Radio Broadcast)                 | 3:56 |
| 11. | If We Shadows (Demo)                               | 4:53 |
| 12. | Don't Go Away (Demo)                               | 3:43 |
| 13. | My Big Mouth (Live at Knebworth Park, August 1996) | 5:21 |
| 14. | D'You Know What I Mean? (NG's 2016 Rethink)        | 7:23 |

| 1.  | D'You Know What I Mean? (Mustique Demo)     | 7:15 |
| 2.  | My Big Mouth (Mustique Demo)                | 5:17 |
| 3.  | My Sister Lover (Mustique Demo)             | 6:09 |
| 4.  | Stand by Me (Mustique Demo)                 | 6:01 |
| 5.  | I Hope, I Think, I Know (Mustique Demo)     | 4:11 |
| 6.  | The Girl in the Dirty Shirt (Mustique Demo) | 5:23 |
| 7.  | Don't Go Away (Mustique Demo)               | 4:18 |
| 8.  | Trip Inside (Be Here Now) (Mustique Demo)   | 3:35 |
| 9.  | Fade In-Out (Mustique Demo)                 | 6:03 |
| 10. | Stay Young (Mustique Demo)                  | 4:56 |
| 11. | Angel Child (Mustique Demo)                 | 4:28 |
| 12. | The Fame (Mustique Demo)                    | 4:45 |
| 13. | All Around the World (Mustique Demo)        | 6:31 |
| 14. | It's Gettin' Better (Man!!) (Mustique Demo) | 6:38 |

### Crédits
| Oasis - Liam Gallagher – chant, tambourin - Noel Gallagher – guitare électrique, guitare acoustique, chœurs, arrangements pour cordes, production, chant principal et Mellotron sur Magic Pie - Paul « Bonehead » Arthurs – guitare électrique, guitare acoustique - Paul « Guigsy » McGuigan – basse - Alan « Whitey » White – batterie, percussions | Musiciens additionnels et production - Mike Rowe – claviers - Mark Coyle – guitare inversée (piste 1) - Johnny Depp – guitare slide (piste 7) - Mark Feltham – harmonica (piste 10) - Richard Ashcroft – chœurs (piste 10) - Nick Ingman – arrangements pour cordes et cuivres | - Owen Morris – production - Mike Marsh – mastering - Brian Cannon – direction artistique, design - Martin Catherall – design (assistance) - Matthew Sankey – design (assistance) - Michael Spencer Jones – photographie (pochette) - Jill Furmanovsky – collage photographique |

## Classements et certifications

### Classements hebdomadaires
| Classement musical                 | Meilleure position |
| ---------------------------------- | ------------------ |
| Allemagne (Media Control AG)       | 2                  |
| Australie (ARIA)                   | 1                  |
| Autriche (Ö3 Austria Top 40)       | 3                  |
| Belgique (Flandre Ultratop)        | 1                  |
| Belgique (Wallonie Ultratop)       | 2                  |
| Canada (RPM)                       | 1                  |
| Danemark (Tracklisten)             | 1                  |
| Espagne (PROMUSICAE)               | 3                  |
| États-Unis (Billboard 200)         | 2                  |
| Europe (European Top 100 Albums)   | 1                  |
| Finlande (Suomen virallinen lista) | 1                  |
| France (SNEP)                      | 1                  |
| Hongrie (MAHASZ)                   | 13                 |
| Irlande (IRMA)                     | 1                  |
| Islande (Tónlist)                  | 1                  |
| Italie (FIMI)                      | 1                  |
| Japon (Oricon)                     | 3                  |
| Malaisie (IFPI)                    | 2                  |
| Norvège (VG-lista)                 | 1                  |
| Nouvelle-Zélande (RIANZ)           | 1                  |
| Pays-Bas (Mega Album Top 100)      | 1                  |
| Portugal (AFP)                     | 3                  |
| Royaume-Uni (OCC)                  | 1                  |
| Suède (Sverigetopplistan)          | 1                  |
| Suisse (Schweizer Hitparade)       | 2                  |